# 西澳洲日
西澳洲日（英語：Western Australia Day），舊稱建立日（Foundation Day）是西澳洲的公眾假期。每年6月的第一個星期一紀念在1829年天鵝河殖民地的建立。另外，因為已經要為西澳洲日慶祝，西澳洲就不像其他澳洲的州份那樣慶祝6月的英女皇壽辰，而是改為9月或者10月慶祝女皇壽辰。

## 背景
英國皇家海軍戰艦挑戰者號（HMS Challenger）在上尉查理斯·菲萬濤（Charles Fremantle）的指揮下，在1829年4月25日在花園島附近停泊。菲萬濤之後在5月2日正式將澳洲西部地區宣告為屬於英國管轄。另外，商船柏蜜莉雅號（Parmelia）運載這個新殖民地的行政官，也就是副總督詹姆士．史達領，以及其他官員和平民，在5月31日晚駛近，並在6月1號看到海岸。最終在6月6日，在高斌海峽（Cockburn Sound）拋錨。另外，運載了英國陸軍駐軍士兵的戰艦硫磺號，就在6月8日抵達。史達領最後在6月11日正式宣布建立天鵝河殖民地。
載住更多平民移民的船隻就由8月開始陸續抵達。而在8月12日佐治四世的壽辰當日，硫磺號船長的夫人，海倫娜．戴安思夫人（Helena Dance）暫代艾倫．史達領夫人（Ellen Stirling），斬了一棵樹來標誌殖民地首都珀斯的成立。
1832年，史達領決定每年舉行一次慶祝活動來團結殖民地的居民，當中包括移民、原住民以及「主人和僕人」。他決定將紀念日定在每年的6月1日舉行（但如果剛好是星期日，就順延到星期一）。這個日子本來是史達領安排柏蜜莉雅號到達的日子，順便表揚皇家海軍在1794年的「光榮六月一號海戰」入面戰勝法國。
其實這個假期在2011年之前，本來是叫做「建立日」。但在2012年改名為「西澳洲日」，原因是當時要修改一系列的法律去承認原居民才是西澳洲最初的居民。